# Tarnawa Duża (gromada)
Tarnawa Duża – dawna gromada, czyli najmniejsza jednostka podziału terytorialnego Polskiej Rzeczypospolitej Ludowej w latach 1954–1972.
Gromady, z gromadzkimi radami narodowymi (GRN) jako organami władzy najniższego stopnia na wsi, funkcjonowały od reformy reorganizującej administrację wiejską przeprowadzonej jesienią 1954 do momentu ich zniesienia z dniem 1 stycznia 1973, tym samym wypierając organizację gminną w latach 1954–1972.
Gromadę Tarnawa Duża z siedzibą GRN w Tarnawie Dużej utworzono – jako jedną z 8759 gromad na obszarze Polski – w powiecie krasnostawskim w woj. lubelskim na mocy uchwały nr 9 WRN w Lublinie z dnia 5 października 1954. W skład jednostki weszły obszary dotychczasowych gromad Tarnawa Duża i Tarnawa Mała ze zniesionej gminy Turobin oraz obszar dotychczasowej gromady Biskupie ze zniesionej gminy Wysokie w tymże powiecie. Dla gromady ustalono 19 członków gromadzkiej rady narodowej.
1 stycznia 1960 gromadę zniesiono, włączając jej obszar do gromad Turobin (wieś Tarnawa Duża, Tarnawa Mała i Romanówek kol.) i Wysokie (wieś Biskupie, kol. Biskupie i kol. Tarnawa) w tymże powiecie.